# Chisako Hara
Chisako Hara (原知佐子 Hara Chisako?, Tosa, 6 de enero de 1936 – Tokio, 19 de enero de 2020) fue una actriz japonesa mejor conocida por protagonizar las series Akai y Kishibe no arubamu y la película La noche de las mujeres.

## Biografía
Chisako Hara nació como Chisako Tahara el 6 de enero de 1936 en la ciudad de Takaoka (ahora Tosa), en la prefectura de Kōchi. Debutó en el cine en los estudios Shintoho en 1956, pero luego trabajó para Toho, donde tuvo su primer papel protagonista en La noche de las mujeres (1961) de Kinuyo Tanaka y papeles más pequeños en películas de Mikio Naruse y Shirō Toyoda.
A principios de la década de 1960, pasó a trabajar como profesional independiente y también comenzó a aparecer en televisión. Durante la década de 1970, se hizo famosa por sus papeles en las series de televisión Akai y Kishibe no arubamu.
Hara estuvo casada con el director Akio Jissōji desde 1963 hasta su muerte en 2006 y también protagonizó muchas de sus películas. En el libro de 2017, Heretic Film History: The World of Shintoho, Hara habló sobre sus años en el estudio Shintoho con Noriko Kitazawa y otros.
Su última aparición cinematográfica fue en la primavera de 2019 en Nosari no shima, que se estrenó después de su muerte en 2021.
Murió a la edad de 84 años el 19 de enero de 2020 en un hospital de Tokio por cáncer maxilar.

## Filmografía parcial

### Cine
| Año  | Título original               | Título en español                 | Papel         | Director         |
| ---- | ----------------------------- | --------------------------------- | ------------- | ---------------- |
| 1960 | Aki tachinu                   | La llegada del otoño              |               | Mikio Naruse     |
| 1960 | Bokuto kitan                  | La historia de crepúsculo         | Otoki         | Shirō Toyoda     |
| 1961 | Onna bakari no yoru           | La noche de las mujeres           | Kuniko        | Kinuyo Tanaka    |
| 1964 | Kawaita hana                  | Flor pálida                       |               | Masahiro Shinoda |
| 1967 | Hanaoka Seishū no tsuma       | La esposa del doctor Hanaoka      | Okatsu        | Yasuzo Masumura  |
| 1971 | Gishiki                       | La ceremonia                      |               | Nagisa Ôshima    |
| 1987 | Hachikō monogatari            | Historia de Hachiko               |               | Seijirô Kôyama   |
| 1998 | Ā haru                        | Espera y verás                    | Tía de Mizuho | Shinji Sōmai     |
| 1998 | D-Zaka no Satsujin Jiken      | Asesinato en la calle D           |               | Akio Jissoji     |
| 2001 | Yurisai                       | Todo sobre Lily                   | Atsuko Namiki | Sachi Hamano     |
| 2002 | Honogurai Mizu No Soko a Kara | Dark Water                        |               | Hideo Nakata     |
| 2020 | Nosari no shima               | Nosari: la eternidad impermanente |               | Tatsuya Yamamoto |

### Televisión
| Año       | Título             | Personaje    | Cadena |
| --------- | ------------------ | ------------ | ------ |
| 1974-2016 | Ultra Series       |              | NHK    |
| 1975-1977 | Akai Series        |              | NHK    |
| 1977      | Kishibe no arubamu | Tokie Kawada | NHK    |